# ابوالحارث محمد
ابوالحارث محمد آخرین خوارزمشاه از دودمان ایرانی آل مأمون بود که برای مدتی در سال ۱۰۱۷ میلادی بر خوارزم حکومت کرد. او پسر ابوالحسن علی بود و پس از قتل عمویش، ابوالعباس مأمون توسط قاتلان وی به شاهی برگزیده شد. با این حال قتل ابوالعباس باعث شد تا محمود غزنوی که از خویشان وی بود به خوارزم حمله کند و این منطقه را فتح نماید. وی ابوالحارث را نیز زندانی کرد و به جای او شخصی به نام آلتون تاش را به حکومت گماشت.